# Het raadsel (Suriname)
Het raadsel is een volksverhaal uit Suriname.

## Het verhaal
Een man heeft elke dag twintig gulden nodig en hij gaat naar de koning voor een baan. De man legt uit dat hij vijf gulden nodig heeft om een oude schuld af te betalen. De andere vijf gulden gooit hij in de rivier, vijf gulden zijn voor de oude dag en voor de rest koopt hij eten. De koning vindt dat dit op een raadsel lijkt en vraagt of er echt geld in de rivier zal worden gegooid. De man legt uit dat hij zijn moeder vijf gulden geeft, omdat ze voor hem heeft gezorgd. Hij helpt een neef en zijn bedrijf is bijna failliet, hij kan het geld net zo goed in de rivier gooien. De vijf gulden die hij weggeeft voor zijn oude dag, geeft hij aan zijn kinderen. De rest is voor zijn vrouw en hemzelf. De koning wil dit raadsel verder vertellen en biedt een rijksdaalder extra als de man de oplossing niet verklapt tot hij zijn gezicht weer ziet.
De koning laat bekendmaken dat er een onoplosbaar raadsel is, degene die het oplost zal worden beloond. Als je een fout antwoord geeft, word je opgesloten. De buurjongen van de man weet drie antwoorden, maar kan geld in de rivier gooien niet verklaren. De man vertelt zijn buurjongen wat de oplossing is, terwijl hij de rijksdaalder vasthoudt. De koning komt naar zijn huis en vraagt waarom de man de oplossing verklapt heeft. De man zegt dan dat hij de belofte niet heeft gebroken, op de rijksdaalder staat het gezicht van de koning afgebeeld.

## Achtergronden
- Raadsels worden vaak opgegeven bij de aanvang van een anansitori. De broers Penard verzamelden ze in De West-Indische Gids, ze staan ook in Suriname Folk-lore.
- Een opgegeven raadsel was vroeger meer dan amusement, denk ook bijvoorbeeld aan het Bijbelverhaal over Simson en de Odinsvraag. Het raadsel speelt een grote rol in Vafþrúðnismál (het lied van Vafthrudnir uit de Edda). Het speelt ook in andere sprookjes een rol, zoals in Het raadsel (KHM22), Repelsteeltje (KHM55), De verstandige boerendochter (KHM94), Dokter Alwetend (KHM98), De volleerde jager (KHM111), Het snuggere snijdertje (KHM114), De duivel en zijn grootmoeder (KHM125), De zes dienaren (KHM134), Het herdersjongetje (KHM152) en Raadselsprookje (KHM160).